# Clean Break (película)
Clean Break es una película del 2008 protagonizada por Tara Reid, Angus Macfadyen, y Colm Meaney. Fue lanzada en algunos mercados europeos en 2008 (bajo el título Unnatural Causes), y no tiene fecha de lanzamiento actual en los Estados Unidos.

## Trama
El esposo de Julia y su socio Matt (Angus Macfadyen) sospecha que ella está teniendo una aventura. Debudo al estrés, comienza a volverse loco y se compromete con asesinarla. Una vez que es informado sobre el asesinato de Julia, Matt tiene remordimientas y toma la zambullida final: suicidio. ¿O no lo hace? Parece que la muerte de Matt podría ser en realidad un asesinato, y cuando Julia aparece después de fingir su propia ejecución, el hombre que se ha ido de su vida está determinado a terminar el trabajo.

## Elenco
- Tara Reid ...  Julia McKay
- Colm Meaney ...  Trevor Jones
- Angus Macfadyen ...  Matt McKay
- Francesc Garrido ...  Álvaro
- Robert Galzarano ...  Bobby McKay
- Lorena Bernal ...  Eva
- Mingo Ràfols ...  Inspector Jiménez
- George Wendt ...  Chuckcaca
- Marta Bayarri ...  Ana
- Roger Delmont ...  Daniel
- Ludovic Tattevin ...  Antonio
- Sue Flack ...  Rose McKay
- Anna Diogene ...  Notario Myalar
- Joan Pico ...  Luis
- Albert Riballo ...  Miguel
- amybeth mcnulty